# گوش‌ماهی خلیج
گوش‌ماهی خلیج (نام علمی: Argopecten irradians) نام یک گونه از راسته چروک‌صدف‌سانان است.